# Lila Lee
Lila Lee ( Augusta Wilhelmena Fredericka Appel ; 25 de julho de 1905 - 13 de novembro de 1973) foi uma atriz de cinema de destaque, principalmente no cinema mudo e nos primeiros filmes falados.

## Primeiros Anos
Filha do Sr. e Sra. Charles Appel, Lila Lee nasceu  Augusta Wilhelmena Fredericka Appel em Union Hill, Nova Jersey (hoje parte de Union City), em uma família de classe média de imigrantes alemães.
Procurando por um hobby para sua filha, Os Appels inscreveram sua filha no grupo infantil de Gus Edwards. Seu trabalho artístico tornou-se muito popular e seus pais contrataram professores particulares. Edwards tornou-se seu agente por muito tempo.
Lilian Edwards, esposa de Gus Edwards, tornou-se a tutora de Lee. Quando Lee completou 15 anos, solicitou ao tribunal uma liminar a fim de impedir que a Sra. Edwards continuasse a "coletar dinheiro pelo trabalho de Lila". A Sra. Edwards respondeu dizendo que havia passado 10 anos ajudando a moldar a carreira de Lee e investido dinheiro nessa carreira.

## Carreira
Lee apresentou-se no teatro de vaudeville por oito anos.
Em 1928 ela foi contratada para as telas pelo magnata do cinema de Hollywood, Jesse Lasky para a Famous Players-Lasky Corporation, que mais tarde se tornou a Paramount Pictures. Seu primeiro longa, "The Crise of the Make-Believes", recebeu muitos elogios para a estrela de dezessete anos e Lasky rapidamente enviou Lee para uma intensa campanha publicitária. Os críticos elogiaram Lila por sua forte personalidade e simpatia. Lee rapidamente ascendeu para o grupo das protagonistas e muitas vezes estrelou ao lado de Conrad Nagel, Gloria Swanson, Wallace Reid, Roscoe "Fatty" Arbuckle e Rodolfo Valentino. Lee tinha muita semelhança com Ann Little, ex-estrela da Paramount e frequente co-estrela de Reid, que estava deixando o cinema e, nesta fase de sua carreira, uma semelhança ainda mais forte com Marguerite Clark.
Em 1922, Lee foi escalada para ser "Carmen" no filme "Blood and Sand", ao lado do ídolo Rodolfo Valentino e da vamp Nita Naldi. Lee posteriormente ganhou o primeiro WAMPAS Baby Stars daquele ano. Lee continuou sendo uma protagonista extremamente popular ao longo da década de 20 e fez dezenas de filmes elogiados pela crítica e pelo público.
No final dos anos 20 a popularidade de Lee começou a entrar em declínio e Lee se preparou para a transição para o cinema falado. Ela é uma das poucas protagonistas do cinema mudo cuja popularidade não caiu com a chegada do som. Voltou a trabalhar nos principais estúdios e atuou mais notavelmente em "The Unholy Three", de 1930, ao lado de Lon Chaney Sr. Entretanto, uma série de más escolhas profissionais e crises de saúde decorrentes da tuberculose e alcoolismo, dificultaram outros projetos. Desta forma Lee não foi escolhida para papéis em filmes de maior qualidade.

## Vida Pessoal
Lee casou-se e divorciou-se três vezes. Seu primeiro marido foi o ator James Kirkwood Sr, com quem se casou em 26 de julho de 1923. O casamento terminou em agosto de 1931. Lee e Kirkwood tiveram um filho em 1924, James Kirkwood Jr, cuja custódia foi dada a seu pai.  Kirkwood Jr tornou-se um dramaturgo e roteirista conceituado, cujos trabalhos incluem "A Chorus Line" e "PS Your Cat is Dead". Seu segundo marido foi o corretor Jack R Peine (casados  em 1934 e divorciados em 1935) e seu terceiro marido foi o corretor John E Murphy (casados em 1944, divorciados em 1949).

## Saúde
Nos anos 30, ela foi diagnosticada com tuberculose e mudou-se para Saranac Lake, Nova York, para tratamento no Will Rogers Memorial Hospital. Lee fez várias aparições sem intercorrências em peças teatrais nos anos 40 e estrelou telenovelas nos anos 50.

## Morte
Lee morreu em 1973, vítima de um AVC no Lago Saranac.

## Reconhecimento
Por sua contribuição ao cinema, foi homenageada com uma estrela na Calcada da Fama de Hollywood, localizada em Vine Street 1716.

## Filmografia
- Cottonpickin' Chickenpickers (1967)
- Oh Boy! (1938)
- Nation Aflame (1937)
- Two Wise Maids (1937)
- Country Gentlemen (1936)
- The Ex-Mrs. Bradford (1936)
- The Marriage Bargain (1935)
- Champagne for Breakfast (1935)
- The People's Enemy (1935)
- Whirlpool (1934)
- In Love with Life (1934)
- I Can't Escape (1934)
- Stand Up and Cheer! (1934)
- Lone Cowboy (1934)
- Face in the Sky (1933)
- The Iron Master (1933)
- Radio Patrol (1932)
- The Night of June 13 (1932)
- Unholy Love (1932)
- The Intruder (1932)
- War Correspondent (1932)
- False Faces (1932)
- Exposure (1932)
- Officer Thirteen (1932)
- Misbehaving Ladies (1931) (*held at Library of Congress)
- Woman Hungry (1931)
- The Gorilla (1930) *lost, soundtrack may exist
- Murder Will Out (1930) *lost film, soundtrack may exist
- Those Who Dance (1930) (*held at Library of Congress)
- Second Wife (1930) (*held at Library of Congress)
- The Unholy Three (1930)
- Double Cross Roads (1930)
- Love, Live and Laugh (1929)
- Show of Shows (1929) *black and white version exists, technicolor version is lost
- The Sacred Flame (1929) *lost film
- Queen of the Night Clubs (1929) *lost, only the trailer exists
- Flight (1929)
- The Argyle Case (1929)
- Honky Tonk (1929)
- Dark Streets (1929) *lost film
- Drag (1929)
- Top Sergeant Mulligan (1928)
- The Man in Hobbles (1928) (Library of Congress)
- The Black Pearl (1928)
- The Little Wild Girl (1928)
- Black Butterflies (1928)
- The Adorable Cheat (1928) (*held at Library of Congress)
- Thundergod (1928) (*held at Library of Congress)
- United States Smith (1928)(BFI National Film & Tv)
- A Bit of Heaven (1928)
- You Can't Beat the Law (1928)
- Top Sergeant Mulligan (1928)
- Million Dollar Mystery (1927)
- One Increasing Purpose (1927)
- Fascinating Youth (1926) *lost, only the trailer survives
- The New Klondike(1926) *incomplete, one reel is missing
- Broken Hearts (1926) (held by Library of Congress)
- Coming Through (1925) *lost film
- Old Home Week(1925) *lost film
- The Midnight Girl (1925)
- Another Man's Wife (1924)
- Wandering Husbands (1924)
- Love's Whirlpool (1924)
- Woman-Proof (1923) *lost film
- Hollywood (1923) (cameo) *lost film
- Homeward Bound (1923) *lost film
- The Ne'er-Do-Well (1923) *lost film
- Ebb Tide (1922) *lost film
- Rent Free (1922) *lost film
- Back Home and Broke (1922)
- The Ghost Breaker (1922) *lost film
- Blood and Sand (1922)
- A Trip to Paramountown (1922) (*short)
- The Dictator (1922) *lost film
- Is Matrimony a Failure? (1922) *unknown/presumably lost
- One Glorious Day (1922) *lost film
- The Fast Freight (1921) *lost film
- After the Show (1921) *unknown/presumably lost
- Crazy to Marry (1921)
- Gasoline Gus (1921)
- The Dollar-a-Year Man (1921)
- The Easy Road (1921) *lost film
- The Charm School (1921) *lost film
- Midsummer Madness (1921)
- The Prince Chap (1920) *unknown/presumably lost
- The Soul of Youth (1920)(*extant Library of Congress; on DVD)
- Terror Island (1920) *incomplete, two reels missing
- Male and Female (1919)
- Hawthorne of the U.S.A. (1919)
- The Lottery Man (1919) *lost film
- The Heart of Youth (1919)
- Rose o' the River (1919) *unknown/presumably lost
- A Daughter of the Wolf (1919)
- Rustling a Bride (1919)
- Puppy Love (1919)
- The Secret Garden (1919)
- Jane Goes A-Wooing (1919)
- Such a Little Pirate (1918)
- The Cruise of the Make-Believes (1918)